# 吉安镇 (重庆市)
吉安镇，是中华人民共和国重庆市永川区下辖的一个乡镇级行政单位。

## 行政区划
吉安镇下辖以下地区：
吉安场社区、寒泸村、铜凉村、黄沙村、向前村、尖山村、金门村和石松村。